# Flik 21
A Fliegerkompanie 21 (rövidítve Flik 21, magyarul 21. repülőszázad) az osztrák-magyar légierő egyik repülőszázada volt.

## Története
A századot 1916 elején, már az első világháború alatt alapították és  február 8-án Fischamendből az olasz frontra, Gardolo repülőbázisára irányították. 1916 májusától Jenő főherceg hadseregcsoportjának alárendeltségébe került. 1917 júliusában átszervezték a légierőt és az egység hadosztály-felderítői feladatokat (Divisions-Kompanie, Flik 21D) kapott. 1917 október-novemberében a Conrad-hadseregcsoport részeként részt vett a sikeres 12. isonzói csatában, majd 1918 júniusában a 11. hadseregcsoportban a Piave-offenzívában. 1918 szeptemberében az újabb átszervezéskor hadtesthez rendelt repülőszázad (Korps-Kompanie, Flik 21K) lett és Pergine repülőterére vezényelték át. 
A háború után a teljes osztrák légierővel együtt felszámolták.

## Századparancsnokok
- Walter Lux von Trurecht százados
- Fekete Oszkár százados

## Századjelzés
A 11. hadseregcsoportban megszokott módon a teljes keréktárcsát és a repülőgép orrát sárgára festették. 

## Repülőgépek
A század pilótái a következő típusokat repülték:
- Hansa-Brandenburg C.I
- Aviatik C.I
- Lloyd C.III